# Jebel Ali
El Port de Jebel Ali o Mina Jebel Ali (àrab: ميناء جبل علي, Mīnāʾ Jabal ʿAlī, literalment ‘Port de la Muntanya d'Alí’) és un port de l'emirat de Dubai, als Emirats Àrabs Units. Es troba 35 km al sud-oest de Dubai i fou construït a partir de 1976 amb un poblet annex construït el 1977 que inicialment va servir com a residència dels treballadors que construïen el port. La construcció es va acabar el 1979. La vila és encara reduïda, però el port és el port artificial més gran del món, amb una intensa activitat comercial i industrial. És una de les tres obres de l'home que es poden veure des de l'espai juntament amb la Gran Muralla i la Presa Hoover. El port concedeix facilitats per a l'atracament dels vaixells de guerra americans. El 1985 es va establir la Zona Franca de Jebel Ali, base del desenvolupament de l'emirat. S'hi ha construït també un gran aeroport internacional. El 1991 fou unit funcionalment al Port Rashid per formar la Dubai Ports Authority que administra els dos ports.